# The Walking Dead: Dead City
The Walking Dead: Dead City è una serie televisiva statunitense ideata da Eli Jorné.
Si tratta del quarto spin-off del franchise  The Walking Dead e il primo sequel della serie televisiva, basata sul fumetto omonimo di Robert Kirkman, Tony Moore.

## Trama
Durante il loro viaggio Maggie e Negan si ritrovano in una Manhattan post-apocalittica ormai in rovina e in preda ai vaganti.
Il Croato, ex Salvatore che ha un conto in sospeso con Negan, ha rapito Hershel (figlio di Maggie) e chiede uno scambio a Maggie: Negan per Hershel Jr.

## Episodi
| Stagione         | Episodi | Prima TV USA | Prima TV Italia |
| ---------------- | ------- | ------------ | --------------- |
| Prima stagione   | 6       | 2023         | 2025            |
| Seconda stagione | 8       | 2025         | 2025            |

## Personaggi e interpreti

### Personaggi principali
- Maggie Greene (stagioni 1-2), interpretata da Lauren Cohan, doppiata da Chiara Gioncardi.
Vedova di Glenn Rhee, leader dei Bricks, una comunità di sopravvissuti che si è trasferita a New York dalla Virginia, dove era conosciuta come colonia di Hilltop.
- Negan (stagioni 1-2), interpretato da Jeffrey Dean Morgan, doppiato da Fabrizio Temperini.
Ex leader dei Salvatori che ha lasciato il Commonwealth con sua moglie incinta per costruirsi una vita insieme.
- Perlie Armstrong (stagioni 1-2), interpretato da Gaius Charles, doppiato da Guido Di Naccio.[1]
Marshal della New Babylon Federation, una rete di comunità di sopravvissuti a New York, incaricato di braccare Negan.
- Mile Jurkovic / "Il Croato" (stagioni 1-2), interpretato da Željko Ivanek, doppiato da Angelo Maggi.[2]
Originario della Croazia, è uno spietato ex membro dei Salvatori che ha catturato il figlio di Maggie, Hershel Rhee. È anche il capo dei Burazi, un gruppo di sopravvissuti ostili che ha preso il controllo di Manhattan.
- Ginny (stagioni 1-2), interpretata da Mahina Napoleon.[2]
Ragazzina muta di cui Negan si sta prendendo cura dopo che suo padre è morto.
- La Dama (stagione 2, guest star stagione 1), interpretata da Lisa Emery, doppiata da Fabrizia Castagnoli.
Alleata più fidata di Mile Jurkovic, amante dell'arte e della musica classica che vive nel dietro le quinte di un teatro.
- Hershel Rhee (stagione 2, ricorrente stagione 1), interpretato da Logan Kim, doppiato da Valeriano Corini.
Figlio adolescente di Maggie e Glenn.
- Lucia Narvaez (stagione 2), interpretata da Dascha Polanco, doppiata da Roberta De Roberto.
Maggiore della federazione di New Babylon, intenzionata a prendere il controllo di Manhattan.
- Benjamin Pierce (stagione 2), interpretato da Keir Gilchrist, doppiato da Daniele Giuliani.
Storico della federazione di New Babylon che documenta la ricostruzione della società ed è affascinato dalla New York del passato.

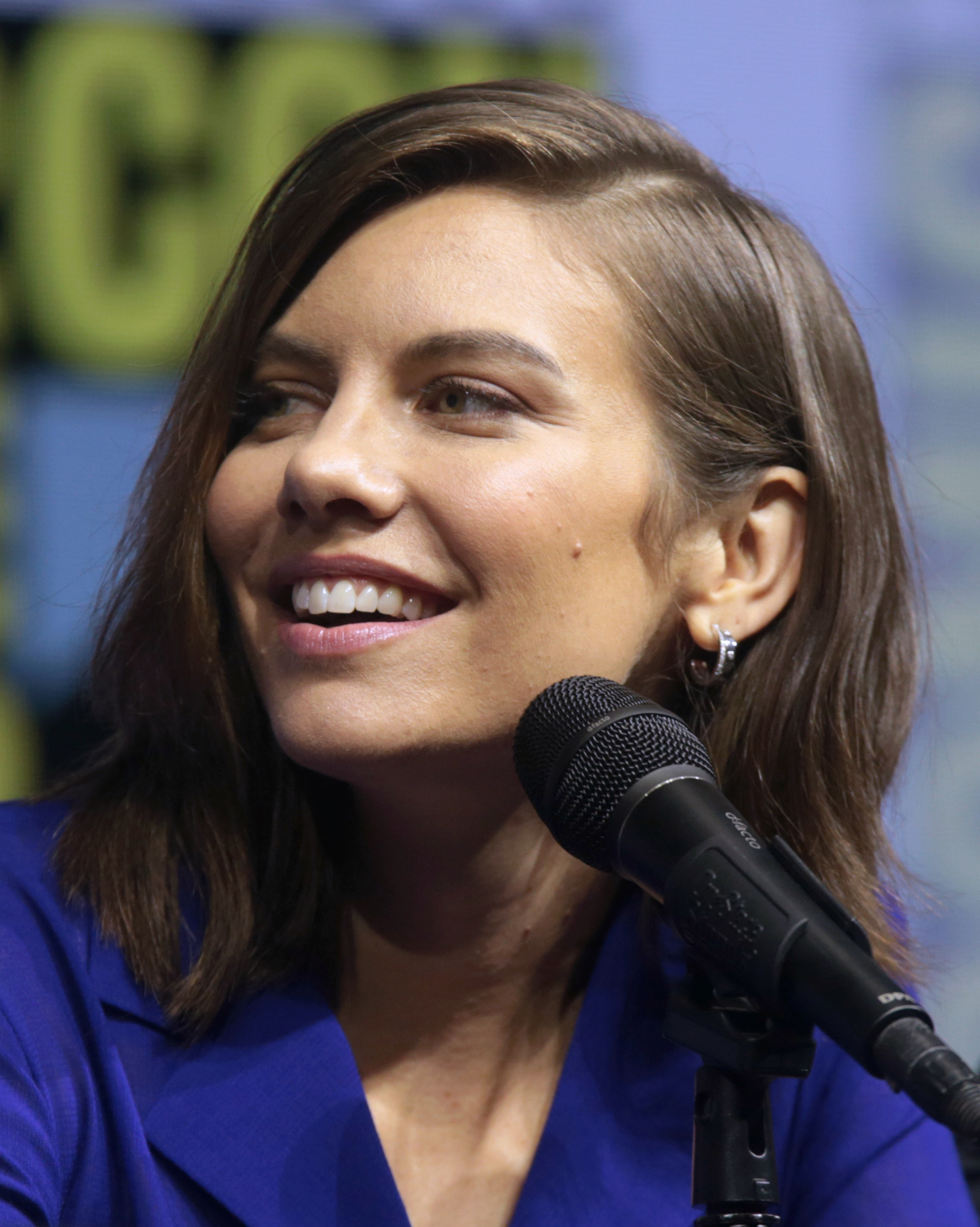
Lauren Cohan
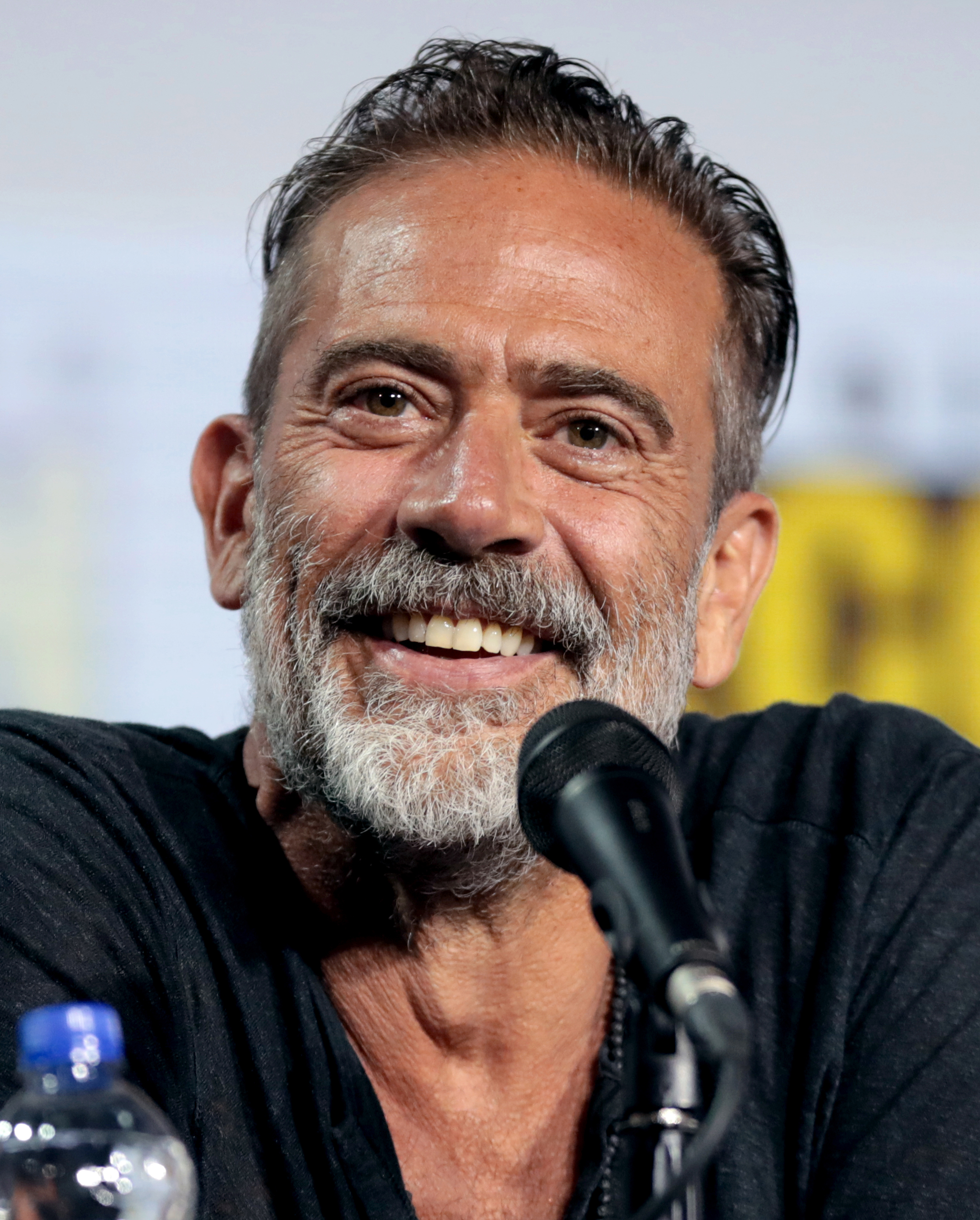
Jeffrey Dean Morgan
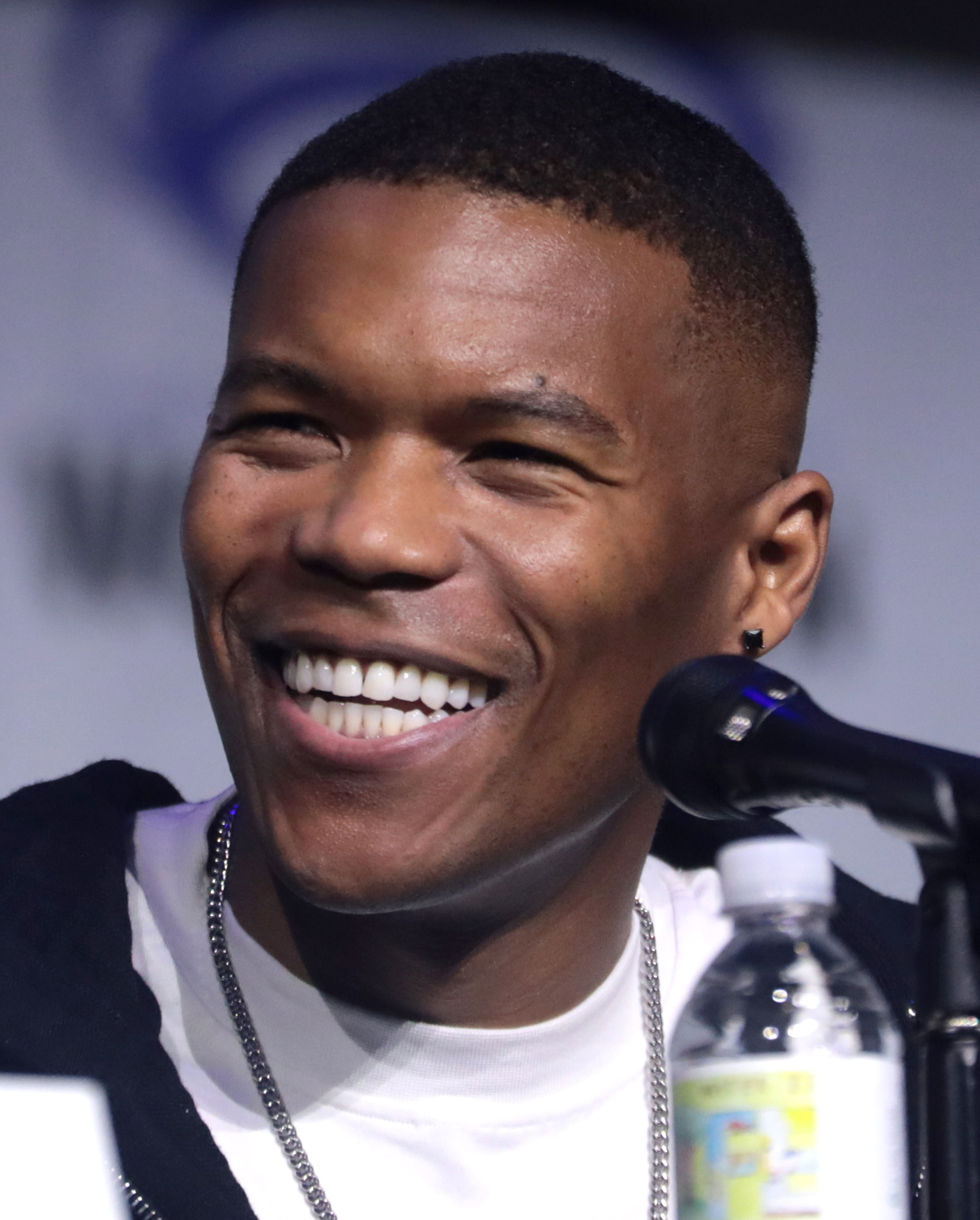
Gaius Charles
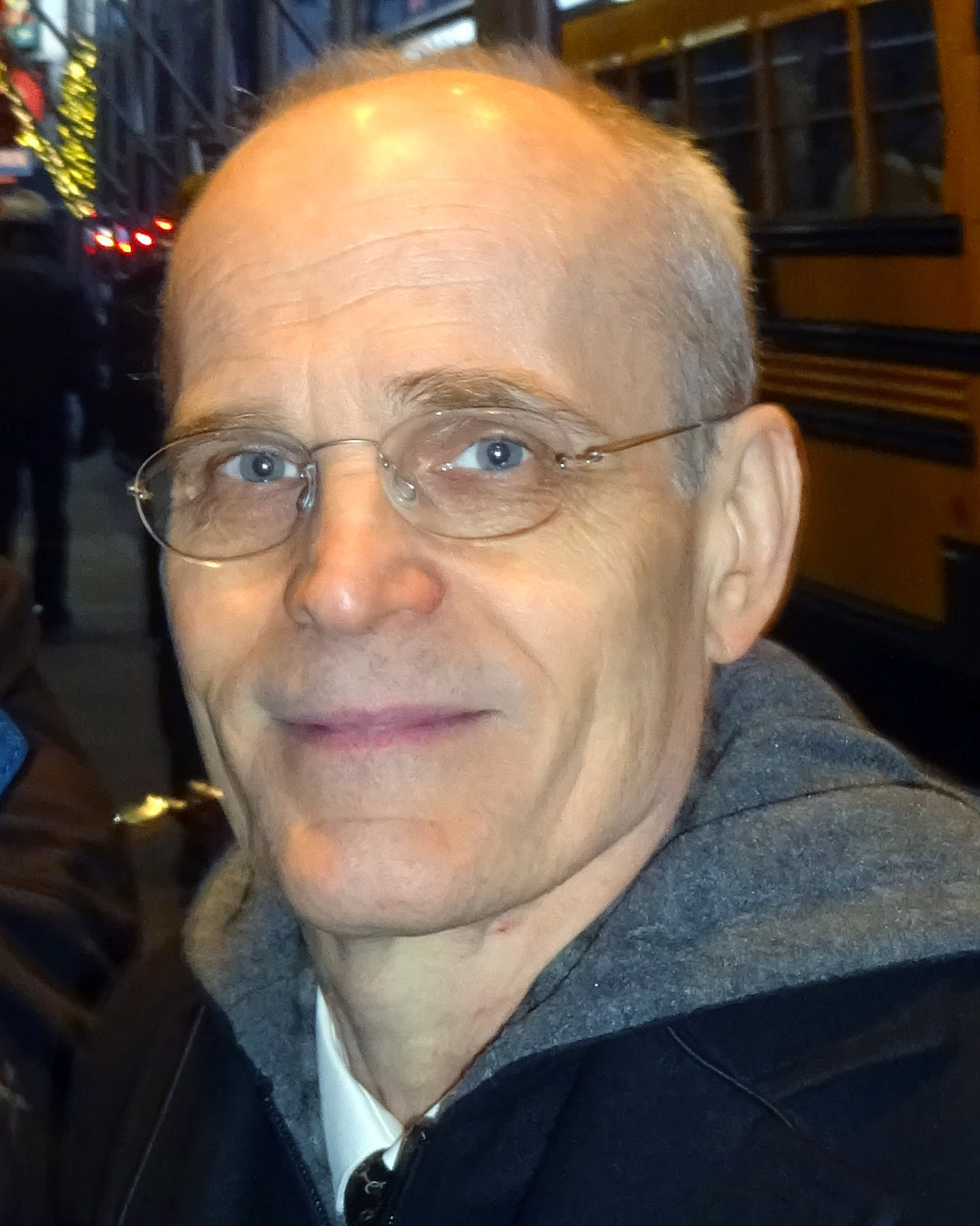
Željko Ivanek
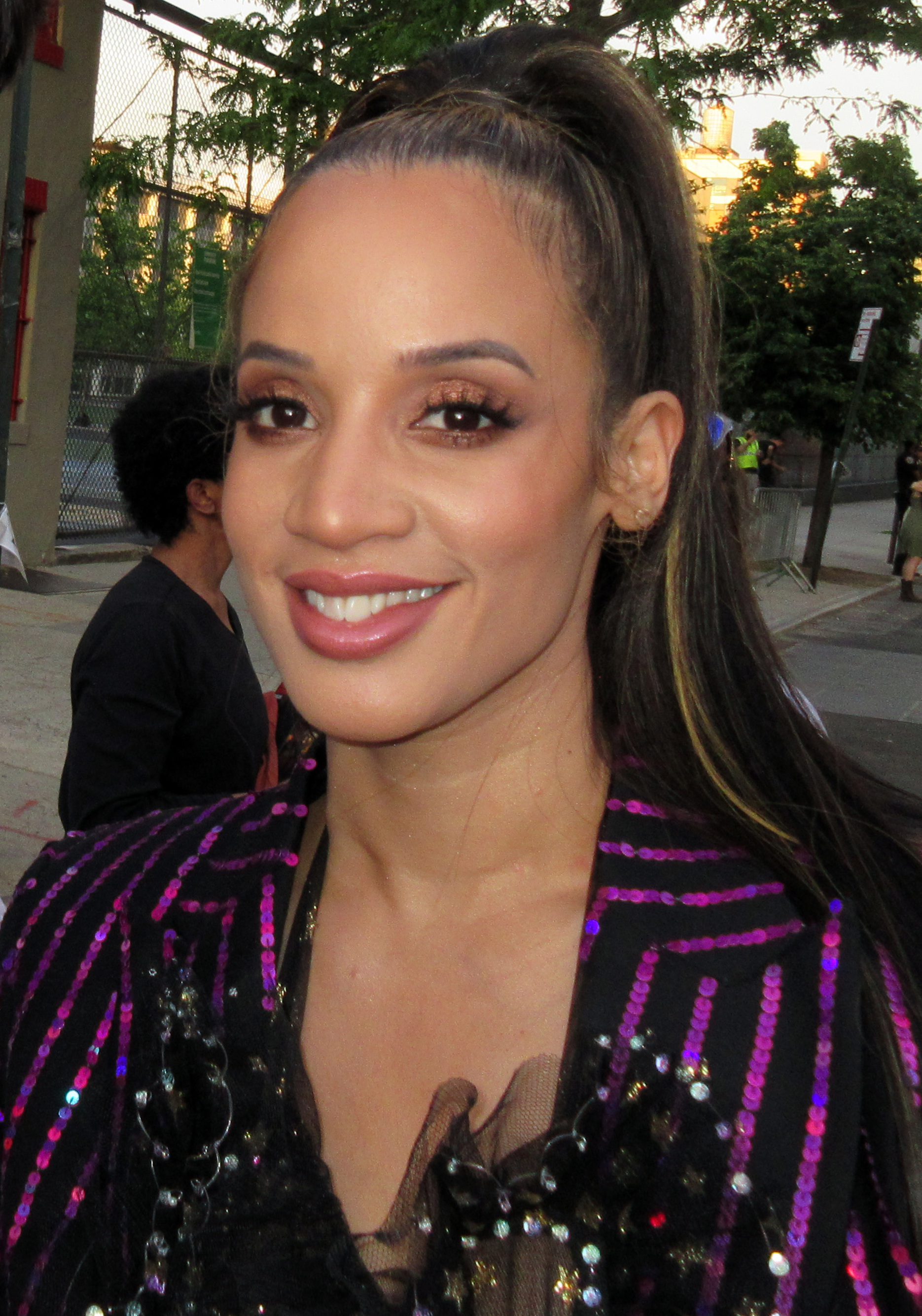
Dascha Polanco
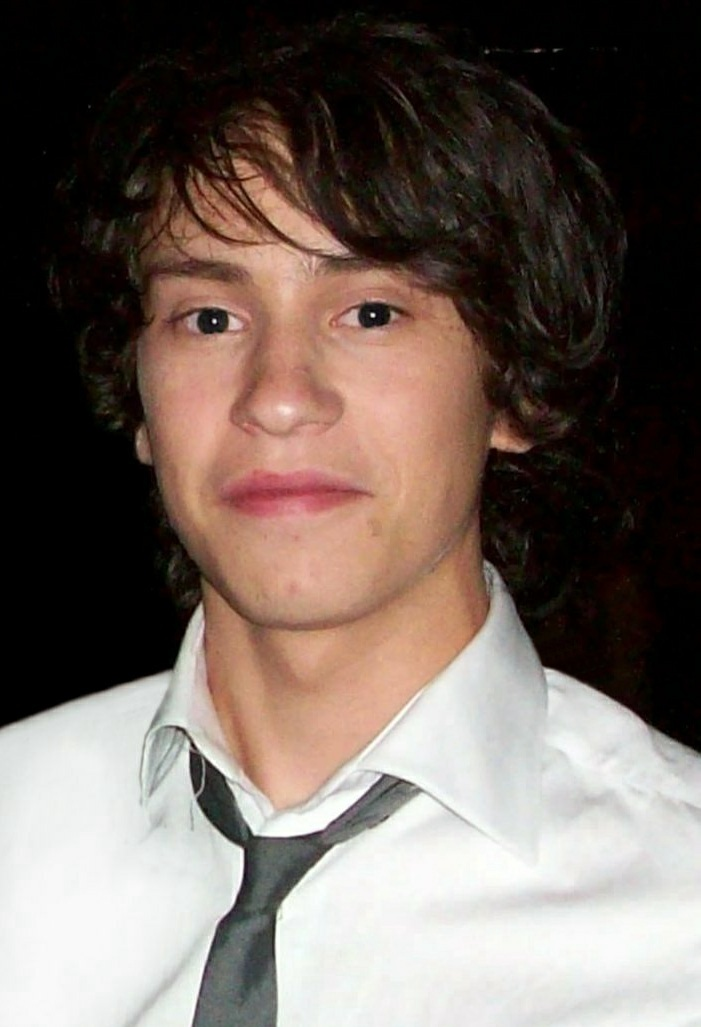
Keir Gilchrist

### Personaggi secondari
- Tommaso (stagione 1), interpretato da Jonathan Higginbotham, doppiato da Carlo Scipioni.[2]
Co-leader dei Tribespeople, un gruppo nomade di sopravvissuti stazionato a Manhattan che vengono braccati dai Burazi.
- Amaia (stagione 1), interpretata da Karina Ortiz, doppiata da Martina Felli.
Co-leader dei Tribespeople e fidanzata di Tommaso.
- Bruegel (stagione 2), interpretato da Kim Coates, doppiato da Dario Oppido.
Capo dei Silk Stockings, la banda più feroce di Manhattan.
- Roksana (stagione 2), interpretata da Pooya Mohseni, doppiata da Antonella Baldini.
Leader dei Foragers, un gruppo di sopravvissuti che vivono isolati a Central Park.

### Guest star
- Jano (stagione 1), interpretato da Trey Santiago-Hudson, doppiato da Alberto Franco.
Junior marshal di New Babylon che assiste Armstrong nello scovare Negan.
- Jones (stagione 1), interpretata da Michelle Hurd, doppiata da Laura Cosenza.
Proprietaria del Easy Stay Motor Inn, che nasconde Negan dai marshal di New Babylon.
- Luther (stagione 1), interpretato da Michael Anthony, doppiato da Stefano Alessandroni.
Membro dei Tribespeople diffidente nei confronti di Maggie e Negan.
- Simon (stagione 1), interpretato da Steven Ogg, doppiato da Massimiliano Virgilii.
Ex secondo in comando dei Salvatori che appare in un flashback.
- Charlie Byrd / La Prefetta (stagioni 1-2), interpretata da Jasmin Walker, doppiata da Eva Padoan.
Governatrice della federazione di New Babylon e superiore di Perlie.
- Christos (stagione 2), interpretato da Jake Weary, doppiato da Emanuele Ruzza.
Leader di una banda a Manhattan che utilizza le ossa dei vaganti come armi.
- Victor, interpretato da Logan Schmucker, doppiato da Gianluca Cortesi.
Violinista, membro dei Burazi e carceriere di Negan.
- Generale Houseman (stagione 2), interpretato da Anthony Molinari.
Marshal della federazione di New Babylon.
- Annie (stagione 2), interpretata da Medina Senghore.
Seconda moglie di Negan e madre di Joshua, che ha allontanato per proteggerli.
- Lucille (stagione 2), interpretata da Hilarie Burton.
Prima moglie deceduta di Negan che appare sotto forma di allucinazione.

## Produzione

### Sviluppo
Nel marzo 2022 AMC ha reso noto di star sviluppando un'ulteriore spin-off di The Walking Dead intitolato Isle of the Dead, e incentrato sui personaggi di Maggie e Negan, interpretati da Lauren Cohan e Jeffrey Dean Morgan che riprendono i loro rispettivi ruoli dalla serie originale. Nell'agosto 2022 il titolo della serie è stato cambiato in The Walking Dead: Dead City.
Il 21 luglio 2023, la serie è stata rinnovata per una seconda stagione. Il 16 luglio 2025 è stata rinnovata per una terza stagione, con Seth Hoffman come nuovo showrunner.

### Casting
Nell'aprile 2022 Gaius Charles è stato scelto per interpretare Perlie Armstrong. Nel luglio dello stesso anno Željko Ivanek, Jonathan Higginbotham e Mahina Napoleon sono stati assunti per interpretare i ruoli rispettivamente di "Il Croato", Tommaso e Ginny. Nell'aprile 2024 Kim Coates è stato annunciato nel cast della seconda stagione mentre nel luglio seguente Keir Gilchrist, Dascha Polanco, Jake Weary e Pooya Mohseni.

### Riprese
La lavorazione è iniziata il 19 luglio 2022 nel New Jersey e si è conclusa il 24 ottobre seguente. Le riprese della seconda stagione sono iniziate l'8 aprile 2024 a Taunton. e sono terminate il 15 luglio seguente in Massachusetts.

## Promozione
Il teaser trailer è stato diffuso online il 22 novembre 2022.

## Distribuzione
La serie ha debuttato il 18 giugno 2023 su AMC. La seconda stagione è andata in onda dal 4 maggio 2025.
In Italia la prima stagione è trasmessa su Sky Atlantic dal 14 luglio 2025 mentre la seconda dal 4 agosto seguente.

### Edizione italiana
La direzione del doppiaggio è a cura di Roberto Gammino, su dialoghi di Emanuela D'Amico, per conto di CDC Sefit Group.

## Accoglienza

### Critica
La prima stagione ha ricevuto recensioni generalmente positive dalla critica. Rotten Tomatoes riporta l'80% delle recensioni professionali positive, con un voto medio di 7,20 su 10 basato su 57 critiche. Il consenso critico del sito web indica: «Mentre Dead City stride per costrizione di essere l'ennesimo spinoff, in conclusione si libera della rigidità cadaverica del franchise grazie a un cambio di scenografia e alla focalizzazione dei due preferiti dai fan.» Metacritic, invece, ha assegnato un punteggio di 58 su 100 basato su 10 recensioni, indicando "recensioni miste".
La seconda stagione ha ricevuto recensioni generalmente positive dalla critica. Rotten Tomatoes riporta il 63% delle recensioni professionali positive basato su 8 critiche.